# Резанг-Ла
Резанг-Ла — перевал в юго-восточном проходе в долину Чушул. Относится к горной системе Гималаи, в регионе Ладакх.
Деревня Чушул и индийский военный пост находятся в 27 км к северо-западу от Резунг-Ла.

## Описание
Резанг-Ла (часть системы Гималаев) располагается на высоте 4877 метров, 2743 метров длиной и 1829 метров шириной.

## История
Во время Китайско-Индийской войны 1962 года это был последний рубеж обороны Ахиров «Чарли» 13 Кумаонского батальона Индии. Соединение возглавлял майор Шайтан Сингх, позже посмертно награждённый медалью Парам Вир Чакра.
Для индийских отрядов Резанг-Ла имел много недостатков. Гребень перевала мешал стрелять индийским артиллеристам, и это означало, что пехота оставалась без поддержки артиллерии.
Потери составили 114 из 123 ахиров. С китайской стороны, оценочно, пало более 500. Большинство индийцев было из Ахирвала Харьяна (Ревари и Махендергарха). 

### Наследие
Мемориал павшим ахирам был установлен в деревне Гудияни в округе Ревари. Каждый год отмечается день их подвига.